# Ptychadena pujoli
Ptychadena pujoli és una espècie de granota que viu a Costa d'Ivori, Guinea, Libèria i Sierra Leona.